# Michael Lerchl
Michael Lerchl (* 9. August 1986 in Windhoek, Namibia) ist ein deutscher Fußballspieler.

## Karriere
Lerchl kam kurz nach seiner Geburt nach Freising, wo er bis zur Wende aufwuchs. Danach lebte er zunächst in Meißen, später in Dresden.
Über die Stationen TSV Garsebach und Dynamo Dresden wechselte er 2001 in die Jugend des FC Bayern München. Mit der Jugend des FC Bayern München gewann Michael Lerchl die deutsche A-Jugend-Meisterschaft. 2004/05 kehrte er nach Dresden zurück und schaffte den Sprung in die 2. Bundesliga.
Zur Saison 2007/08 wechselte Lerchl zu Energie Cottbus, wo er vorwiegend in der zweiten Mannschaft eingesetzt wurde, um sich langsam an das Profiteam heranzuarbeiten. Am 2. Juli 2009 wurde sein Wechsel zu RB Leipzig bekanntgegeben. 2010 verließ er den Verein nach nur einer Saison wieder. Bis zum Sommer 2015 spielte er für den SSV Markranstädt, mit dem er 2012 den Aufstieg in die Südstaffel der Oberliga Nordost schaffte. Seit 2015 spielt Lerchl für den SV Blau-Weiß Zorbau, mit dem er 2018 ebenfalls den Aufstieg in die Südstaffel der Oberliga Nordost schaffte. Nach der Saison 2019/20 beendete der Mittelfeldakteur dort seine Karriere.

## Bilanz
- 17 Einsätze in der 2. Bundesliga
- 38 Einsätze in der Regionalliga (22 für Dynamo Dresden, 16 für Energie Cottbus II)
- 105 Einsätze in der Oberliga Süd (81 für SSV Markranstädt, 24 für SV Blau Weiß Zorbau)
- 25 Einsätze für die deutsche Fußballnationalmannschaft (U16 bis U20)

## Erfolge
- 2001: Deutscher A-Jugend-Meister mit dem FC Bayern München
- 2012: Aufstieg in die Oberliga Nordost mit dem SSV Markranstädt
- 2018: Aufstieg in die Oberliga Nordost mit dem SV Blau Weiß Zorbau